# Nueve vidas tiene Leyla
Nueve vidas tiene Leyla (en Turco, 9 Kere Leyla) es una película de comedia turca de 2020 dirigida por Ezel Akay y escrita por Akay, Adnan Yıldırım, Özlem Lale y Uğur Saatçi, protagonizada por Demet Akbağ, Haluk Bilginer, Elçin Sangu, Fırat Tanış y Alican Yücesoy. Originalmente estaba para ser estrenada en cines por BKM Film el 20 de marzo de 2020, pero los derechos de distribución de la película se vendieron a Netflix debido a la pandemia de COVID-19. Fue lanzado el 4 de diciembre de 2020 en Netflix.

## Reparto
- Demet Akbağ como Leyla
- Haluk Bilginer como Adem
- Elçin Sangu como Nergis
- Fırat Tanıs como Mahdum
- Alican Yücesoy como Haris
- Hakan Eke como Hızır
- Emre Kıvılcım como Harun-Faruk
- İhsan Ceylan como İlyas
- Hasan Eflatun Akay
- Bertan Çelikkol
- Kerime Obenik
- Bimen Zartar como Díaı
- ReşÉl Berker Enhoş
- Arda Carretaı